# Discours d'Élisabeth Ire à ses troupes à Tilbury
 (octobre 2018).
Si vous disposez d'ouvrages ou d'articles de référence ou si vous connaissez des sites web de qualité traitant du thème abordé ici, merci de compléter l'article en donnant les références utiles à sa vérifiabilité et en les liant à la section « Notes et références ».

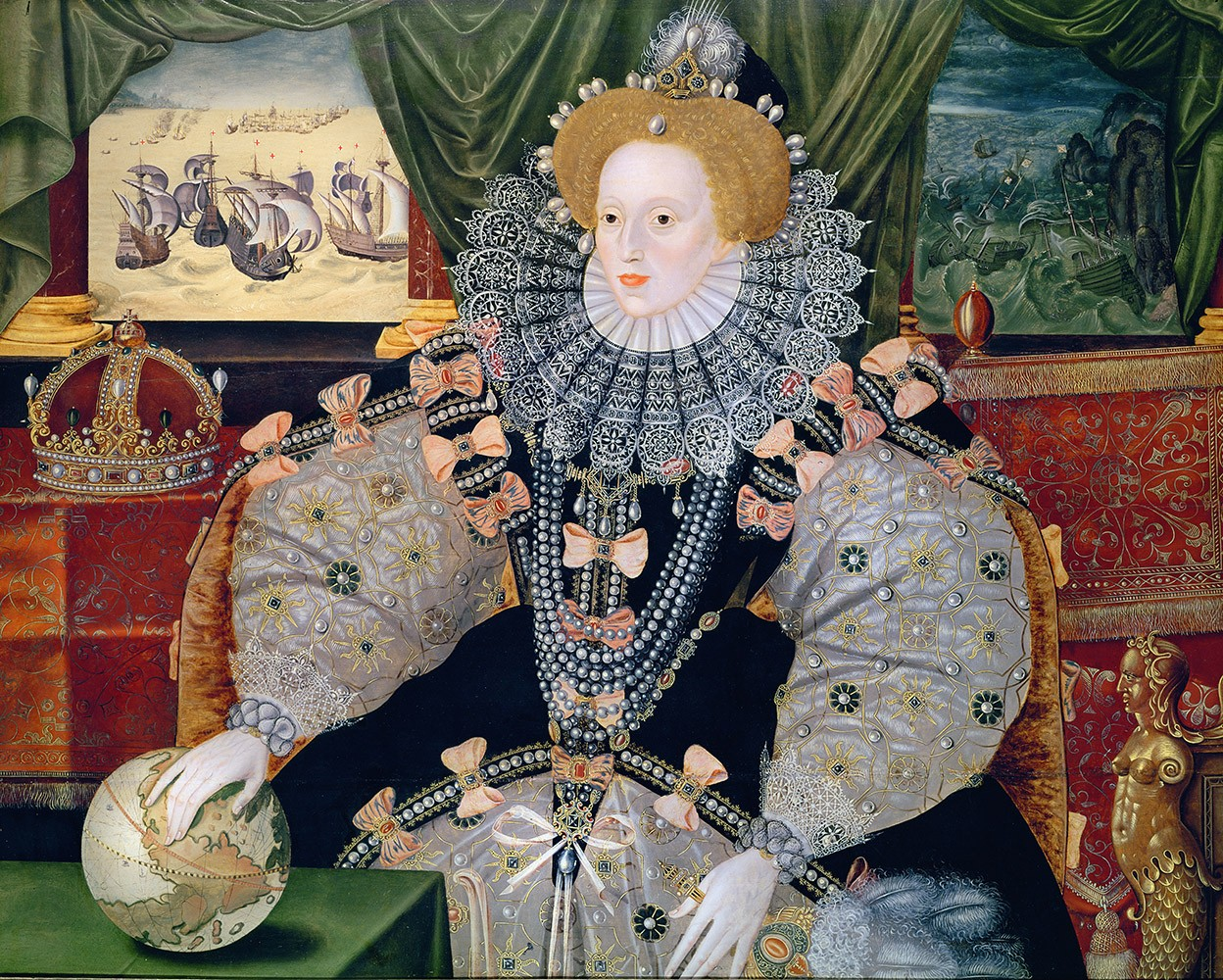
Portrait d'Élisabeth commémorant la défaite de l'Invincible Armada (1588), représentée en arrière-plan. La puissance internationale d'Élisabeth est symbolisée par sa main appuyée sur le globe terrestre.

Le discours aux troupes de Tilbury est un discours délivré le 19 août 1588 par la reine Élisabeth Ire d'Angleterre aux forces terriennes rassemblées à Tilbury dans l'Essex, afin d'être prêt à répondre à un débarquement probable opéré par l'Armada espagnole.
Avant ce discours, l'Armada a cependant déjà été chassée du pas de Calais (lors de la bataille de Gravelines, onze jours plus tôt) et s'emploie à contourner l'Écosse dans le but de rentrer en Espagne en passant par l'Atlantique. Mais les troupes anglaises restent prêtes au cas où Alexandre Farnèse, duc de Parme, déciderait de lancer l'invasion depuis Dunkerque. Les troupes anglaises seront renvoyées deux jours plus tard.
Le jour de ce célèbre discours, la reine Élisabeth laisse sa protection rapprochée devant la porte du Fort de Tilbury et vient parmi ses sujets escortée par six hommes. Lord Ormond précéde le cortège, portant l'Épée d'Apparat ; il est suivi d'un page qui mène le destrier de la Reine et d'un autre qui présente son casque en argent sur un coussin ; ensuite arrive la Reine en personne, vêtue de blanc et d'une cuirasse en argent et chevauchant un hongre gris. À sa droite chevauche le Comte de Leicester, Lieutenant Général, et à sa gauche, le Comte d'Essex, Maître de Cavalerie. Sir John Norreys ferme le cortège.

## Contenu du discours
Ce texte fut trouvé dans une lettre de Leonel Sharp au Duc de Buckingham, peu après 1624.

« Mon peuple bien-aimé,

Des conseillers soucieux de ma sécurité m'ont mise en garde de paraître devant mes armées, par crainte d'une trahison. Mais, je vous l'assure, je ne veux pas vivre en me méfiant de mon peuple fidèle et bien-aimé. Que les tyrans aient peur ; quant à moi, j'ai toujours placé en Dieu ma plus grande force, et ma sûreté dans les cœurs loyaux et la bienveillance de mes sujets. Ainsi je ne suis pas venue parmi vous pour ma récréation et mon plaisir, mais parce que je suis résolue à vivre et à mourir au milieu de vous tous, au cœur et dans la chaleur de la bataille, et, pour mon Dieu, pour mon royaume et pour mon peuple, à coucher mon honneur et mon sang même dans la poussière. Je sais que mon corps est celui d'une faible femme, mais j'ai le cœur et l'estomac d'un roi, et d'un roi d'Angleterre – et je me moque que le Duc de Parme ou n'importe quel prince d'Europe ose envahir les rivages de mon royaume. Dans cette occasion, je préfère risquer mon sang royal que d'encourir le déshonneur. C'est moi qui vais être votre général et votre juge au moment de récompenser votre valeur sur le champ de bataille. Je sais que déjà, votre courage mérite des récompenses et des couronnes, et je vous donne ma parole de prince que vous les recevrez. En attendant, mon Lieutenant Général restera avec vous à ma place [...] Je ne doute pas que, par votre entente dans le campement, votre courage au combat et votre obéissance envers moi-même et envers mon général, nous ne remportions dans peu de temps une glorieuse victoire sur les ennemis de Dieu et de mon royaume. »